# Sajeret Matkal

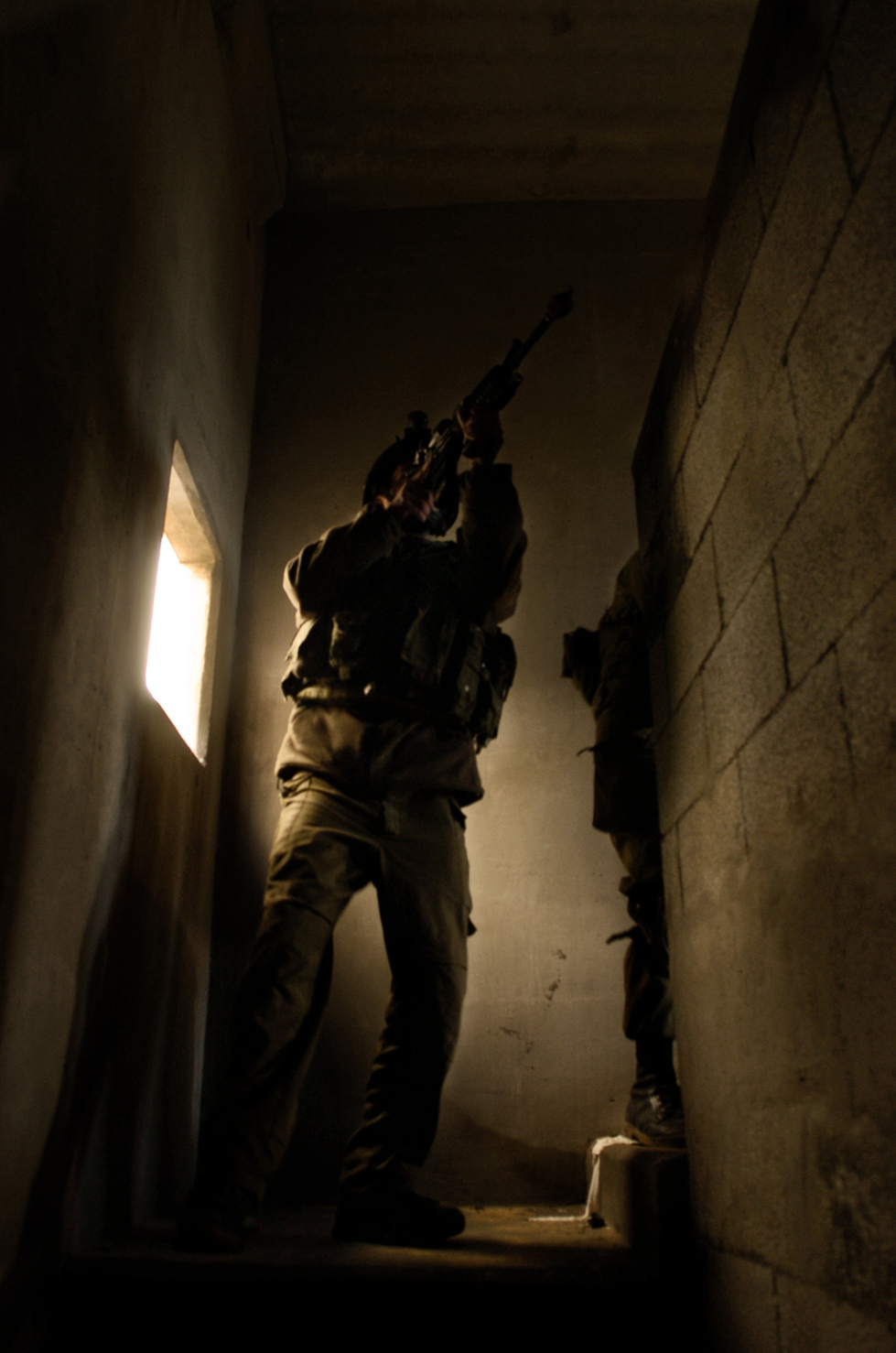
Voják Izraelských průzkumných jednotek Sajaret Matkal

Sajeret Matkal (hebrejsky סיירת מטכ"ל, anglicky Sayeret Matkal, česky Průzkumná jednotka Generálního štábu) je speciální jednotka Izraelských obranných sil (IOS). Její primární určení je boj proti terorismu, průzkum na nepřátelském území a shromažďování informací o protivníkovi. Sajeret Matkal je postavena podle vzoru britských SAS. Organizačně podléhá zpravodajské službě Amanu. V IOS se Sajeret Matkal přezdívá Jednotka (Unit).
Největší publicitu získal Sajeret Matkal při operaci Entebbe, kdy příslušníci jednotky zachránili více než 100 pasažérů z uneseného letadla Air France.

## Historie
Jednotka byla vytvořena v roce 1958 Avrahamem Arnanem. Ten žádal velení IOS, aby byla vytvořena jednotka schopná plnit přísně tajné zpravodajské mise na nepřátelském území. Jednotka byla vytvořena rok poté, co v IOS vznikla první vrtulníková letka. Těsná spolupráce těchto dvou jednotek dovolovala Sajeret Matkal plnit úkoly v arabském území hlouběji než kdykoliv předtím.
Ačkoliv je Sajeret Matkal (SM) přísně utajená jednotka, měla vždy velký vliv na IOS. Příslušníci SM patřili k autorům a průkopníkům nových metod využívání vrtulníků při průniku na nepřátelské území. Masivní používání samopalů Uzi v této jednotce donutilo izraelský vojenský průmysl k vývoji modifikací této zbraně.

## Výcvik
Přijímání nových členů a jejich výcvik bylo přísně utajováno, zejména v počátcích. Příslušníci i velitelé byli vybíráni na základě osobních známostí a rodinné příslušnosti (v jednotce např. sloužili všichni tři bratři Netanjahuovi).
Teprve v roce 1980 se jednotka otevřela pro dobrovolníky. Dvakrát ročně je pořádán výběrový tábor Gibush, ve kterém potenciální rekruti stráví několik dní. Během pobytu jsou sledováni lékaři a psychology. Ti, kteří dokončí s vyhovujícím hodnocením jsou přijati. Během 90. let 20. století začaly tento táborový způsob náboru používat i jiné jednotky Sajeret.
Uvádí se, že trénink rekrutů trvá 20 měsíců a je veden s důrazem na lehké zbraně, bojová umění, orientaci v terénu, maskování, průzkum a další schopnosti nutné pro plnění úkolů za nepřátelskými liniemi.
Tréninkový program se skládá ze:
- základního pěchotního výcviku (4 měsíce)
- pokročilého pěchotního výcviku (2 měsíce)
- paravýcviku v armádní parašutistické škole (3 týdny)
- protiteroristického kurzu v armádním školícím středisku následovaném protiteroristickým tréninkem v rámci jednotky (5 týdnů)

Zbytek výcviku je zaměřen na hlídkový průzkum a zvláště na navigaci a orientaci, neboť tyto dovednosti mají v činnosti jednotky velký význam.

## Nejvýznamnější příslušníci jednotky
- Ehud Barak – velitel jednotky, absolvent Stanfordu, později náčelník generálního štábu IOS a izraelský premiér
- Benjamin Netanjahu – velitel týmu, absolvent MIT, později izraelský premiér (jeho starší bratr Jonathan Netanjahu zahynul jako příslušník Sajeret Matkal při operaci Entebbe)
- Šaul Mofaz – zástupce velitele jednotky, později náčelník Generálního štábu IOS a izraelský ministr obrany
- Moše Jaalon – velitel jednotky, později náčelník generálního štábu
- Dani Jatom – velitel jednotky, později generál, šéf Mosadu a člen Knesetu
- Avi Dichter – příslušník jednotky, později šéf Šin Bet a ministr vnitra

I další příslušníci jednotky se později stali vysokými důstojníky IOS či členy Knesetu.
Naproti tomu není pravdivý široce rozšířený názor, že u Sajeret Matkal sloužil pozdější premiér Ariel Šaron; ten sice zakládal a velel Jednotce 101 v roce 1953 (kterou mnoho lidí považuje za předchůdce Sajeret Matkal), ale tato jednotka v roce 1954 splynula s výsadkovou brigádou a Šaron se stal velitelem této brigády. V Sajeret Matkal nikdy nesloužil.

## Operace
Až donedávna bylo oficiální politikou IOS popírat existenci Sajeret Matkal. Operace provedené touto jednotkou byly všeobecně připisovány výsadkářům. Operace, které Sajeret Matkal provedla jsou tajeny do dneška. Ale existence jednotky je, kvůli jejím úspěchům, veřejným tajemstvím.
- 1968 – operace Šok – zničení elektrárny a mostů na Nilu v Egyptě (společně s izraelským letectvem)
- 1968 – operace Dar – zničení 14 arabských dopravních letadel na bejrútském mezinárodním letišti
- 1969 – operace Sad 22 a Sad 37 – útoky na vedení vysokého napětí napětí a řídící věže v Egyptě
- 1969 – operace Bulmus 6 – útok na Green Isle v Egyptě (společně s Šajetet 13)
- 1969 – operace Tarnegol 53 – obsazení egyptské radarové stanice (společně s izraelským letectvem)
- 1970 – operace Rhodes – útok na opevněný ostrov Šedwan (společně s Šajetet 13)
- 1972 – operace Izotop – zmaření únosu letu 572 společnosti Sabena v Tel Avivu a záchrana rukojmí
- 1972 – operace Crate 3 – únos 5 syrských zpravodajských důstojníků
- 1973 – operace Jaro mládí – likvidace tří vůdců Černého září v Bejrútu (společně s Šajetet 13)
- 1973 – zadržení syrských commandos na hoře Hermon během Jomkipurské války (společně s Golanskou brigádou)
- 1973 – útoky proti zálohám v Egyptě a Sýrii během Jomkipurské války
- 1974 – Ma'alotský masakr – záchrana rukojmí ve škole
- 1975 – operace v Savoyi – záchrana rukojmí ve škole
- 1976 – operace Entebbe – likvidace únosců letadla Air France v Entebbe v Ugandě a záchrana rukojmí
- 1978 – masakr na pobřežní silnici – záchrana rukojmí z uneseného autobusu
- 1980 – Misgav Am – záchrana unesených kibucniků
- 1984 – Aféra Kav 300 – záchrana rukojmí z uneseného autobusu (případ se později stal známým z důvodů nezákonného mučení a likvidace únosců agenty Šin Bet)
- 1988 – Tunis raid – likvidace Abu Jihada v Tunisu
- 1989 – únos Šejka Abdula-karima Obeida
- 1994 – únos Mustafy Diraniho
- 1994 – neúspěšný pokus o záchranu Naschona Waxmana (unesen příslušníky Hamásu a zabit)
- 2006 – útok na základnu Hizbaláhu (narušení transportu zbraní)
- 2007 – operace Ovocný sad – spoluúčast na útoku proti syrskému jadernému zařízení[1]

## Kritika
21. prosince 2003 třináct příslušníků Sajeret Matkal v záloze předalo do premiérovy kanceláře v Jeruzalémě dopis, ve kterém prohlašují, že odmítají vykonávat vojenskou službu na obsazených územích. Dopis vyvolal, kvůli vysoké prestiži Sajeret Matkal, širokou diskusi v izraelské společnosti. Odmítnutí výkonu vyvolalo zvlášť ostrý nesouhlas zejména mezi politiky, kteří v řadách Sajeret Matkal sloužili (Barak, Netanjahu). Pravicový poslanec S. Jahalom žádal jejich uvěznění, naproti tomu levicový poslanec R. Bronfman dopis pochválil.
Nakonec nebyl žádný ze signatářů dopisu potrestán, ale všichni byli vyloučeni z řad Sajeret Matkal. Mezi příslušníky jednotky později obíhal dopis, který kritiky odsuzoval za zneužívání členství v Sajeret Matkal pro politické cíle. O rok později přiznal poradce premiéra Šarona D. Weissglass, že dopis příslušníků Sajeret Matkal odmítajících sloužit na okupovaných územích (stejně jako podobný dopis vojenských pilotů ze září 2003) byl jedním z faktorů, který vedl A. Šarona k jednostrannému stažení z Pásma Gazy.